# バースーク・レコード
バースーク・レコード (Barsuk Records, [bɑːrˈsuːk]) はアメリカ合衆国ワシントン州シアトルに本拠を置くインディーレーベルである。
1994年にインディーロックバンド、ディス・ビジー・モンスター (This Busy Monster, TBM) のメンバーのクリストファー・ポッサンザ (Christopher Possanza) とジョシュ・ローゼンフェルド (Josh Rosenfeld) が自身のバンドの作品をリリースするために設立し、現在も運営を行っている。
レコードを口にくわえた犬の絵がレーベルのロゴとなっている。
レーベル名はポッサンザとTBMのメンバーのジェイソン・アヴィンジャー (Jason Avinger) が飼っていた黒のラブラドール・レトリバー、「バースーク」（ロシア語でアナグマを意味する語「барсук」に由来）にちなんで名付けられた。

## 主要アーティスト
※過去に在籍したアーティストも含む
- ベン・ギバード (Ben Gibbard)
- クリス・ウォラ (Chris Walla)
- デイヴィッド・バザン (David Bazan)
- デス・キャブ・フォー・キューティー (Death Cab for Cutie)
- ジェシ・サイクス&ザ・スウィート・ヒアアフター (Jesse Sykes & The Sweet Hereafter)
- ジム・ノワール (Jim Noir)
- ジョン・ヴァンダースライス (John Vanderslice)
- マップス・アンド・アトラシーズ (Maps & Atlases)
- メイツ・オブ・ステイト (Mates of State)
- メノメナ (Menomena)
- ナダ・サーフ (Nada Surf)
- ファントグラム (Phantogram)
- ラ・ラ・ライオット (Ra Ra Riot)
- ラモーナ・フォールズ (Ramona Falls)
- ライロ・カイリー (Rilo Kiley)
- ロッキー・ボトラト (Rocky Votolato)
- ザ・ディスメンバメント・プラン (The Dismemberment Plan)
- ザ・ウーデン・バーズ (The Wooden Birds)
- ゼイ・マイト・ビー・ジャイアンツ (They Might Be Giants)
- ディス・ビジー・モンスター (This Busy Monster)
- トラヴィス・モリソン (Travis Morrison)
- ヴィヴァ・ヴォーチェ (Viva Voce)
- イエロー・オーストリッチ (Yellow Ostrich)